# Кулик Михайло Федорович
Кулик Михайло Федорович (21 лютого 1937, с. Кийлів, Бориспільський район, Київська область) — український вчений-зоотехнік, доктор сільськогосподарських наук (1984), професор (1994), член-кореспондент НААН (1995), Заслужений діяч науки і техніки України (1997).

## Життєпис
Закінчив Українську сільськогосподарську академію (Київ, 1961). 
Працював у 1961—1964 рр. зоотехніком, завідувач відділу Івано-Франківської обласної племінної станції; 1968–1975 рр. — у НДІ землеробства і тваринництва західних районів УРСР (с. Оброшине Пустомитівського р-ну Львівської області). 1964–1967 рр. — аспірант Української сільськогосподарської академії. 
Від 1971 р. — завідувач лабораторії годівлі; 1975–2011 рр. — заступник директора з наукової роботи Інституту кормів та сільського господарства Поділля НААН  [Архівовано 3 січня 2018 у Wayback Machine.] (м. Вінниця), 1988 р. — Лауреат Премії Ради Міністрів СРСР за розробку і впровадження найбільш значних науково-технічних досліджень, від 2011 р. — завідувач відділу технології кормів, комбікормів і преміксів Інституту кормів та сільського господарства Поділля НААНУ (Вінниця); водночас від 1995 р. — професор кафедри технології виробництва продуктів тваринництва Вінницького національного аграрного університету [http://www.vsau.org/web/vsau/vsau.nsf/webgr_view/GrHZCSVOpenDocument&count=0&RestrictToCategory=GrZPK82%5Bнедоступне+посилання+з+липня+2019%5D]. 
Член спеціалізованої Вченої ради при Інституті кормів та сільського господарства Поділля НААН України К 05.854.01  [Архівовано 11 січня 2018 у Wayback Machine.]

## Наукові дослідження
У 1967 р. захистив кандидатську дисертацію на тему: «Сравнительная характеристика интенсивности бродильно-ферментативных процессов в рубце и слепой кишке крупного рогатого скота в зависимости от состава рациона».
У 1984 р. захистив докторську дисертацію на тему: «Физиологическое обоснование способов эффективного использования объёмистых кормов, зернофуража и новых синтетических добавок в кормлении сельскохозяйственных животных».
Збагатив зоотехнічний і біологічний напрями вітчизняної науки значним вкладом у розкриття ролі клітковини як фактора поверхні в шлунково-кишковому тракті тварин у процесах активації та гальмування дії ферментів, процесу деацитилювання клітковини в рубці, активізації утворення оцтової кислоти в рубці при обробці клітковини корму слиною в процесі жуйки.
Дослідженнями встановлено, що клітковина корму створює велику поверхневу площу в порожнині травного тракту великої рогатої худоби та інших травоїдних тварин і за оптимального її вмісту — активує, а при більш високій концентрації — інгібує активність ферментів хімусу тонкого кишечнику всіх сільськогосподарських тварин і птиці.
Запропонував балансування раціонів для сільськогосподарських тварин за нативною та обмінною кислотною і лужною ємністю кормів, вивчено роль різних природних і синтетичних сполук кремнію та ультрамікроелементів вулканічних туфів у процесах обміну речовин в організмі тварин.
Вперше обґрунтував ефективність та доцільність використання мінімальних доз сапоніту, анальциму і глауконіту в годівлі великої рогатої худоби, свиней, птиці та вулканічних туфів у складі консервантів для силосу, сінажу і вологого зерна кукурудзи.
Під керівництвом вченого розроблено нові енергозберігаючі технології консервування вологого зерна кукурудзи, які в 6–8 разів зменшують енерговитрати порівняно з традиційним висушуванням зернофуражу.

## Основні публікації
https://scholar.google.ru/citations?user=4OZrJC8AAAAJ&hl=uk [Архівовано 13 січня 2018 у Wayback Machine.]